# جوان هيجينبوثام
جوان هيجينبوثام (بالإنجليزية: Joan Higginbotham)‏ (و. 1964 – م) هي رائدة فضاء، ومهندسة من الولايات المتحدة الأمريكية . ولدت في شيكاغو .

## ريادة الفضاء
شاركت في المهمات الفضائية:
- STS-116.

## التعليم
تعلمت في معهد فلوريدا التقني، وSouthern Illinois University Carbondale، وWhitney M. Young Magnet High School

## جوائز
حصلت على جوائز منها:
- NASA Exceptional Service Medal.